# إدوارد ويليام
إدوارد ويليام (بالإنجليزية: Edward Hale)‏ (1 سبتمبر 1764 - 16 نوفمبر 1823) هو لاعب كريكت بريطاني (وحمل سابقاً جنسية المملكة المتحدة لبريطانيا العظمى وأيرلندا).